# Thai (etnisk grupp)
Thai eller siameser är en etnisk grupp som främst lever i Thailand och oftast har thai som sitt modersmål. Det finns även thai i Vietnam, Laos, Kambodja, Australien, USA och Kina. De är huvudsakligen buddhister, inte minst av formen Theravada. 

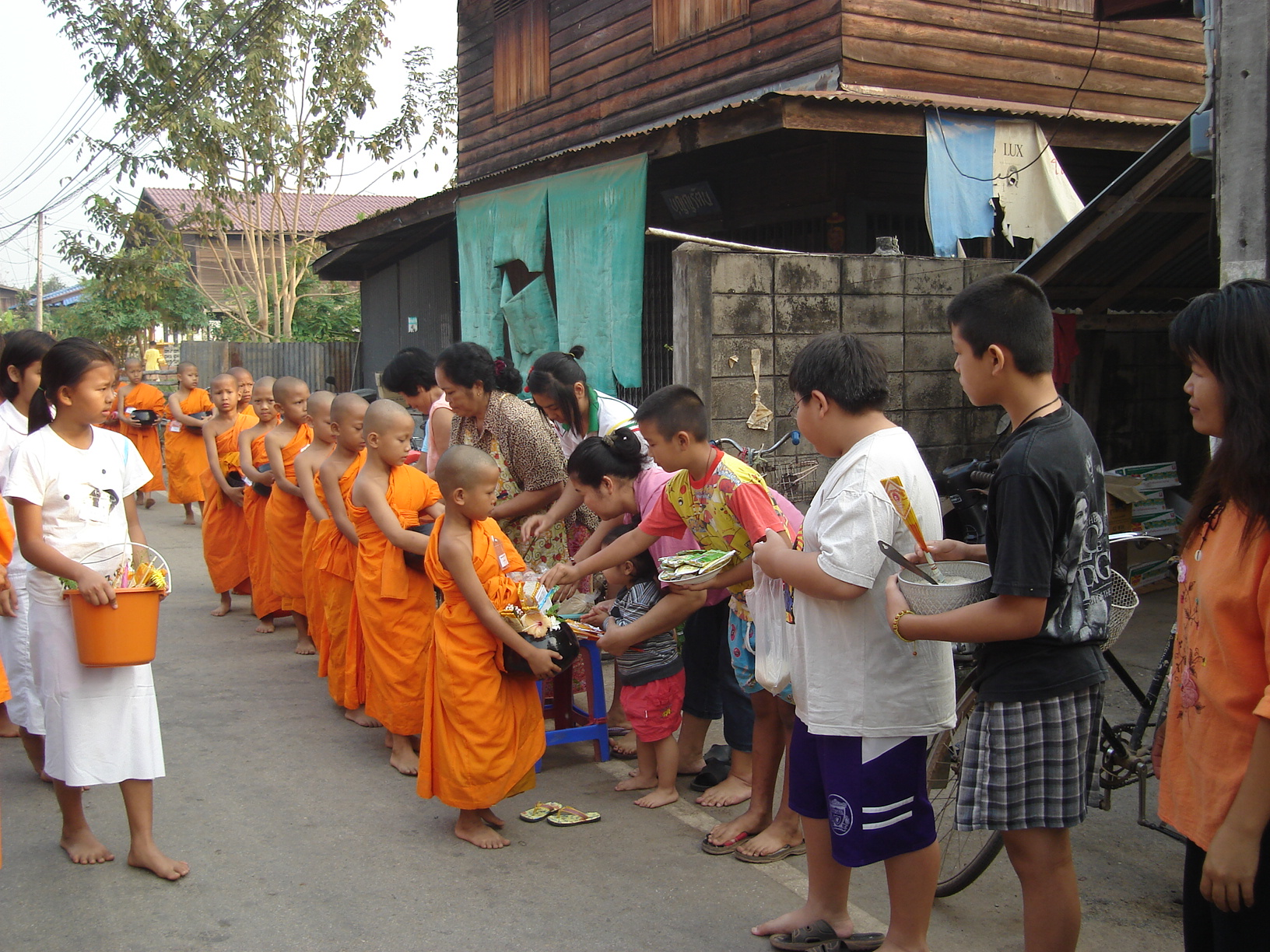
Buddhistmunkar som tar emot mat från bybor.